# Postakürt
A postakürt a tölcséres fúvókájú, más néven rézfúvós hangszerek közé tartozik. Mivel nem egy hagyományos hangszertípus, így a pontos hangfekvés és a hangskála változhat különböző példányok között. Hosszúkás, görbített formájú, általában hengeres vagy enyhén kúpos alakú, a végén kibővült tölcsérből áll.

## Leírása
Kör alakban akár többször is meghajlított, hosszú, szűk keresztmetszetű csőből és hirtelen kiszélesedő tölcsérből áll. Nincsenek se billentyűi, se szelepei, ezért csak egyszerű dallamokon lehet megszólaltatni. Mérete változó, de legtöbbször hosszabb és nagyobb egy hagyományos trombitánál. Hagyományosan rézből vagy fémötvözetből készítették. A postakürt hangja hordozó és átható, lehetővé téve a távolban lévő emberek számára is, hogy észrevegyék a postást vagy a postakocsit. Hangja általában erős és tiszta, mely messzire elhallatszódik.

## Története
Először a német nyelvterületen terjedt el Európában a postakürt használata a 17. század elején. Magyarországon 1752. szeptember 18-án indult el a rendszeres postakocsi-forgalom, melynek első útvonalát Bécs és Buda között indították, ahol a postakocsik elengedhetetlen része volt a postakürt. Az osztrák-német nyelvterületen alkalmaztak kerekített csövű postakürtöt, viszont ugyanezt a típust vették igénybe Magyarországon is. A postakürtöt eredetileg a postások használták, hogy felhívják a figyelmet, jelezzenek vagy tájékoztassák az embereket a postakocsi érkezéséről. A postakürt hangja távolra hallatszott, és segítette a postások kommunikációját.

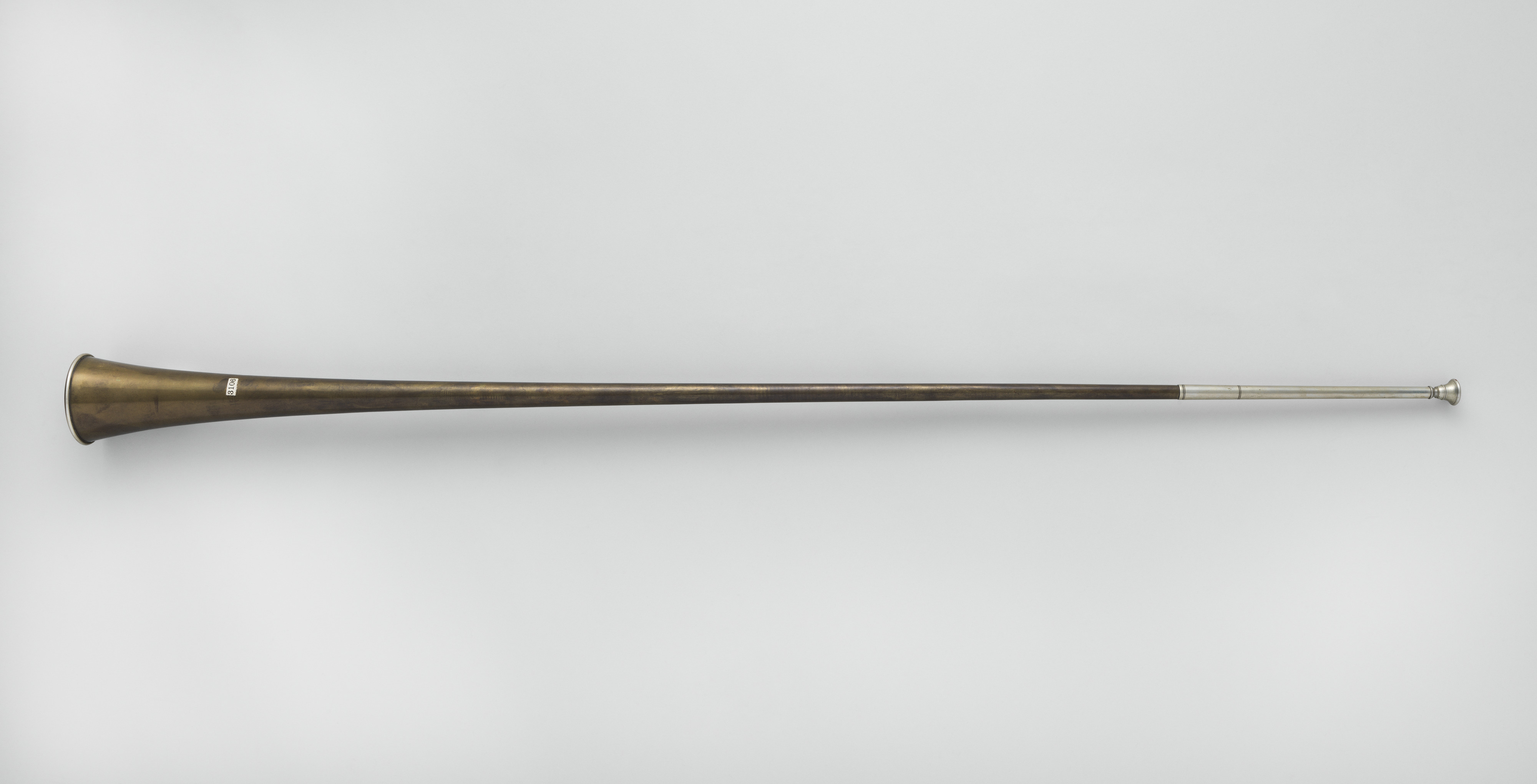
Hosszú és egyenes postakürtöt alkalmaztak Angliában

A postakocsi haladása során a postakürt hangjára mindenki köteles volt az út szélére húzódni vagy félreállni, hogy a kocsi zavartalanul tovább tudjon haladni. A postakürtszó azonban többet jelentett, mint csak figyelmeztetést: értesítette az embereket, hogy érkezik a posta és szabad utat kell engedni. A postakocsisoknak 8-10 speciális kürtjelzést kellett megtanulniuk. A kürtjelekkel előre jelezték a lócserélő állomásnak, hogy milyen típusú járat érkezik és hány kocsit húz a lócsapat. A postaállomáson a kürtszóval jelzik a beszállást, hogy az utazók befejezhessék a pihenést, étkezést és szálljanak fel, mert a postakocsi indul tovább. Vészhelyzetben a postás külön kürtjellel kérhetett segítséget.

## A zenében

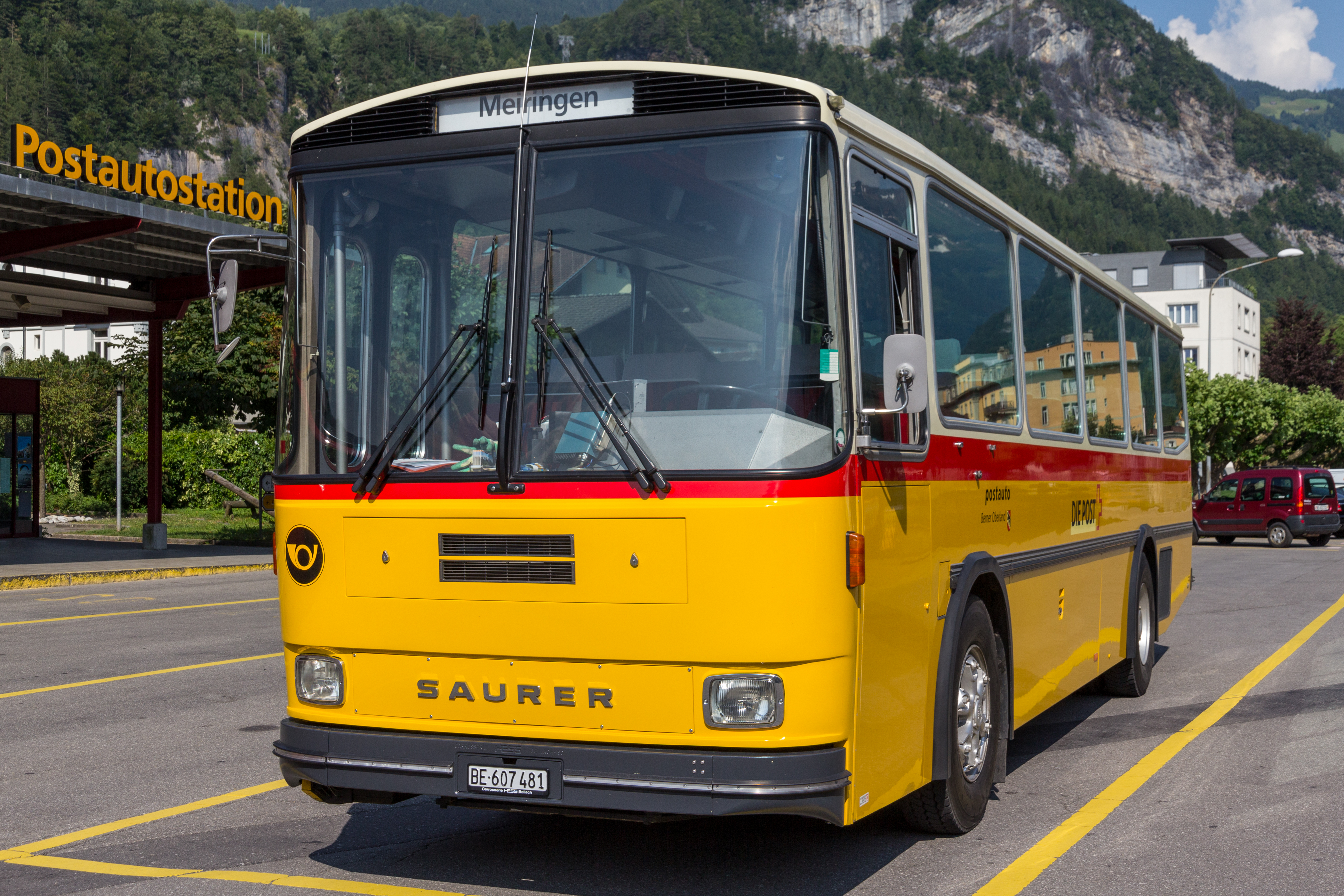
A svájci PostAuto postabuszai a régi postakürtjelre emlékeztető hangjelzést adnak ki

Leginkább a komoly- és könnyűzenében vették a postakürt dallamának hasznát. A postakürt hangja felcsendül Mozart D-dúr szerenád második Menüett triójában, melyet emiatt gyakran neveznek Postakürt szerenádnak. A postakürt dallamára ráismerhetünk Adolphe-Charles Adam francia romantikus zeneszerző "A longjumeau-i postakocsis" című operájában is, ahol a címszereplő, Chapelou híres postakocsis-románcában hallható. Mahler 3. D-moll szimfóniájának "Postakürt" című tételében önálló postakürt-szóló hallható. 1844-ben Hermann Koenig német zeneszerző virtuóz zeneszámot írt "Post Horn Gallop" címmel, amely a 20. században a rézfúvós együttesek kedvelt népszórakoztató darabjává vált. Ez a szerzemény élethűen idézi fel a postakürt hangját és a postakocsi elé fogott lovak vágtatását, bár nem a hagyományos postakürttel játsszák a hangot. Napjainkban számos fesztiválon és tömegrendezvényen megszólal.